# ممر جبلي

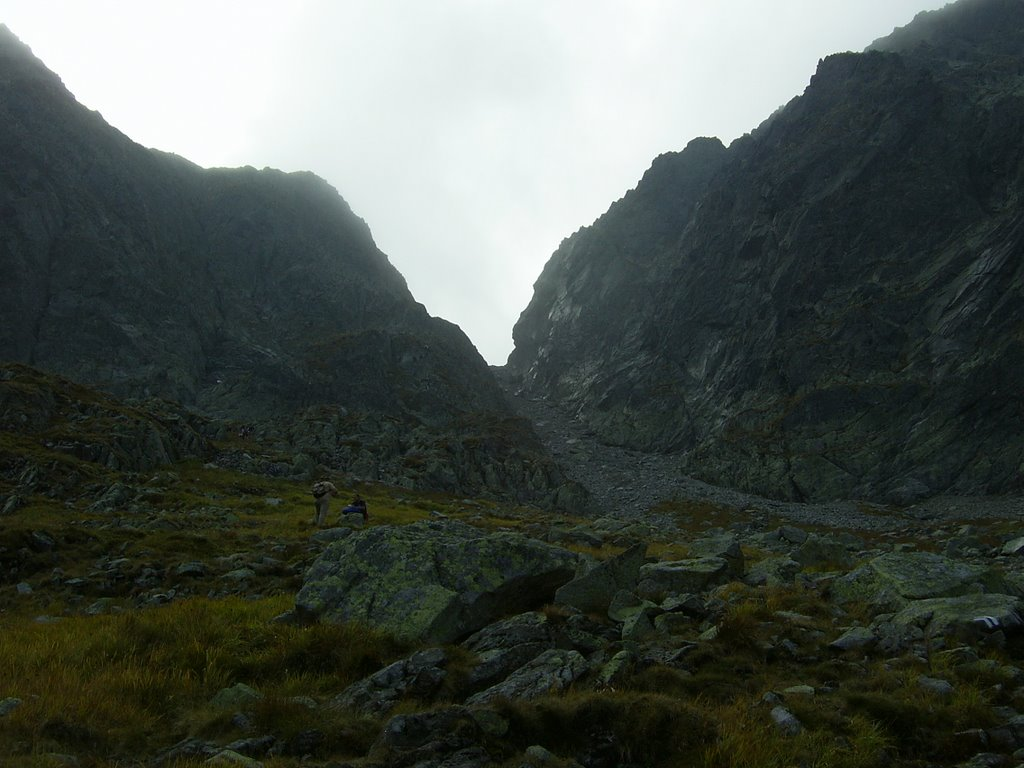
ممر جبلي

في سلاسل الهضاب وخاصة في سلاسل الجبال الممر أو المخفق هو نقطة منخفضة تسمح بمرور سهل عبر السلسلة الجبلية. طبوغرافيا شكل الممر 
الجبلي عادة سرج بين جبلين.

## معرض صور

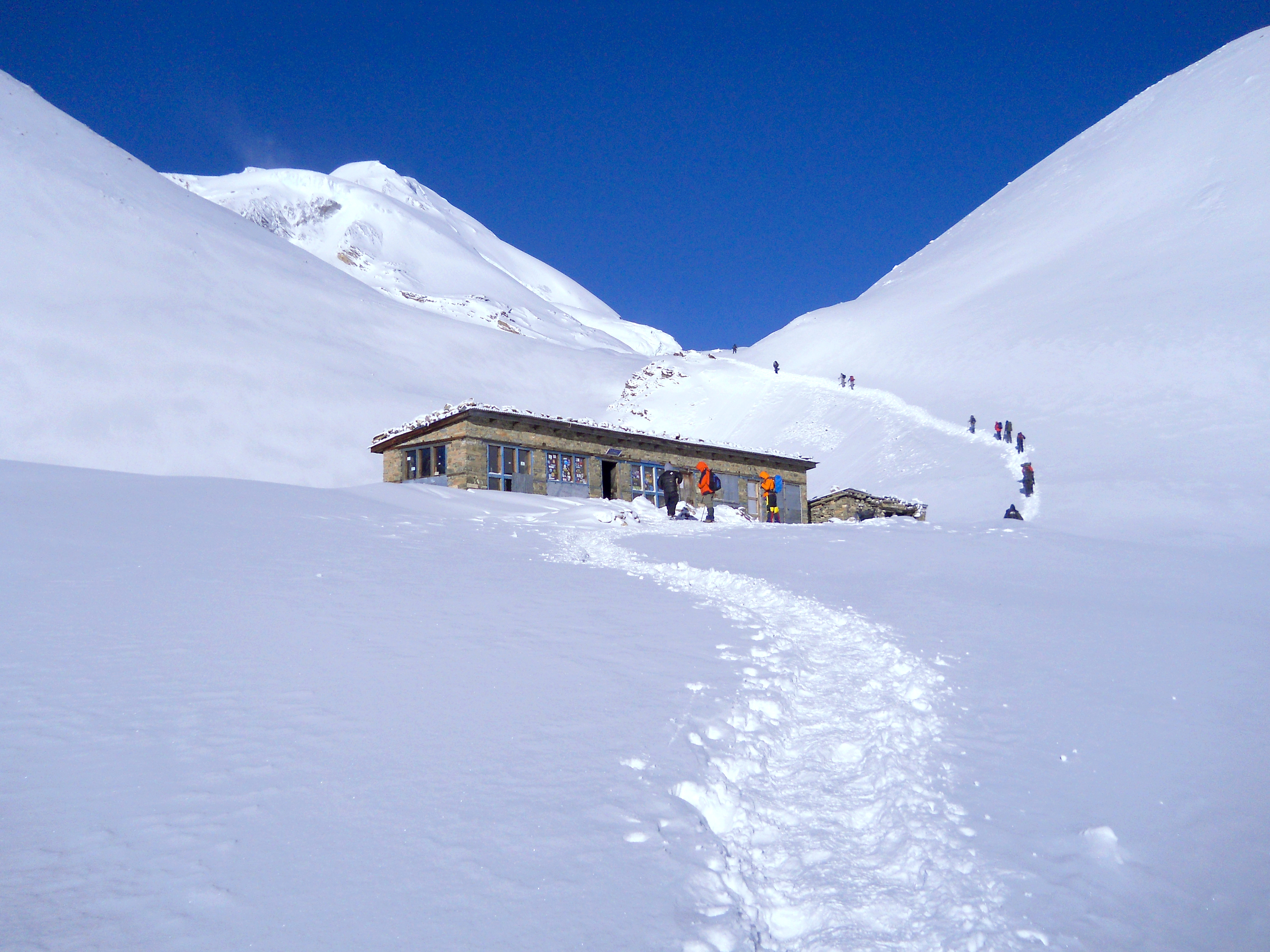
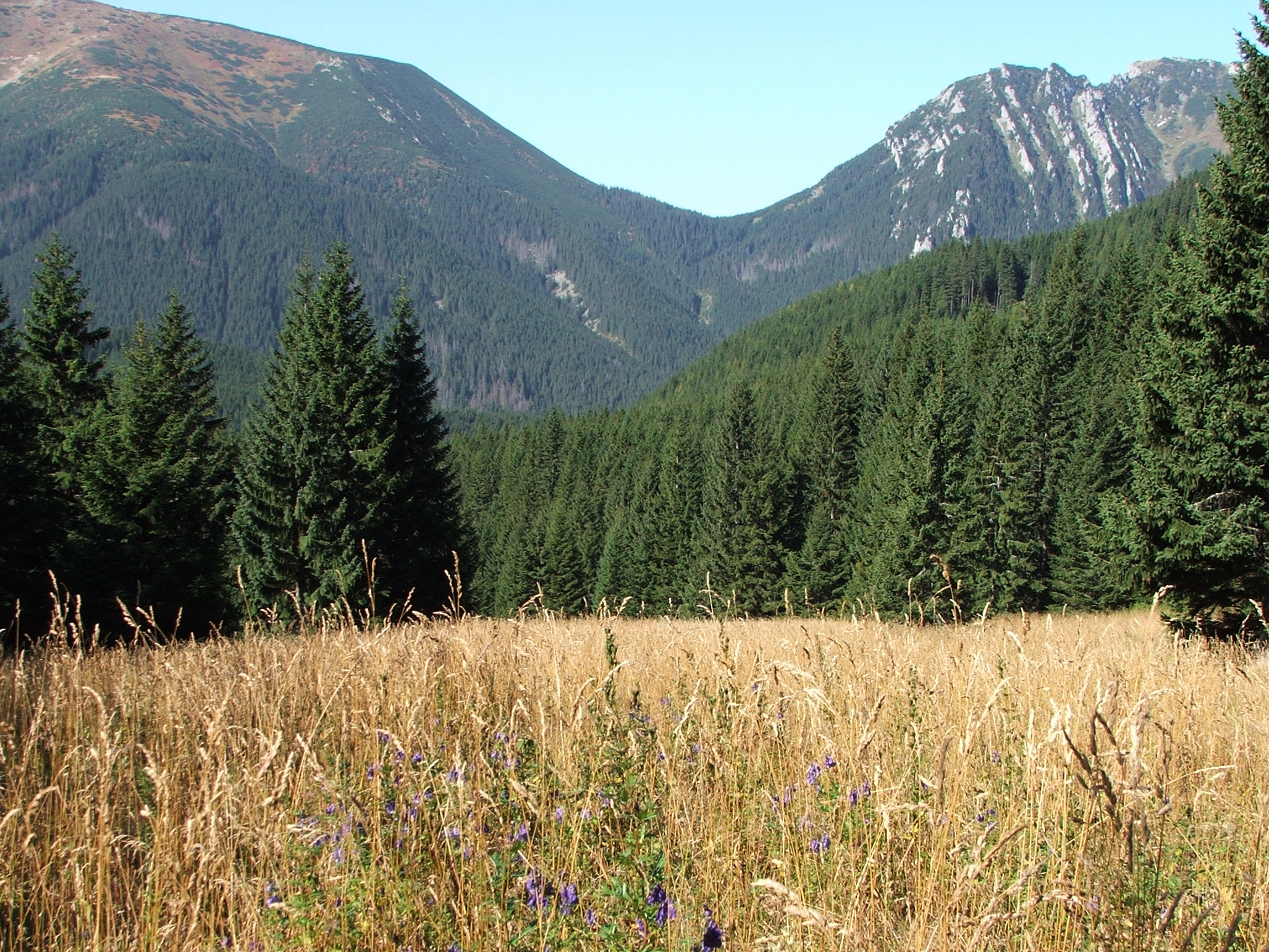
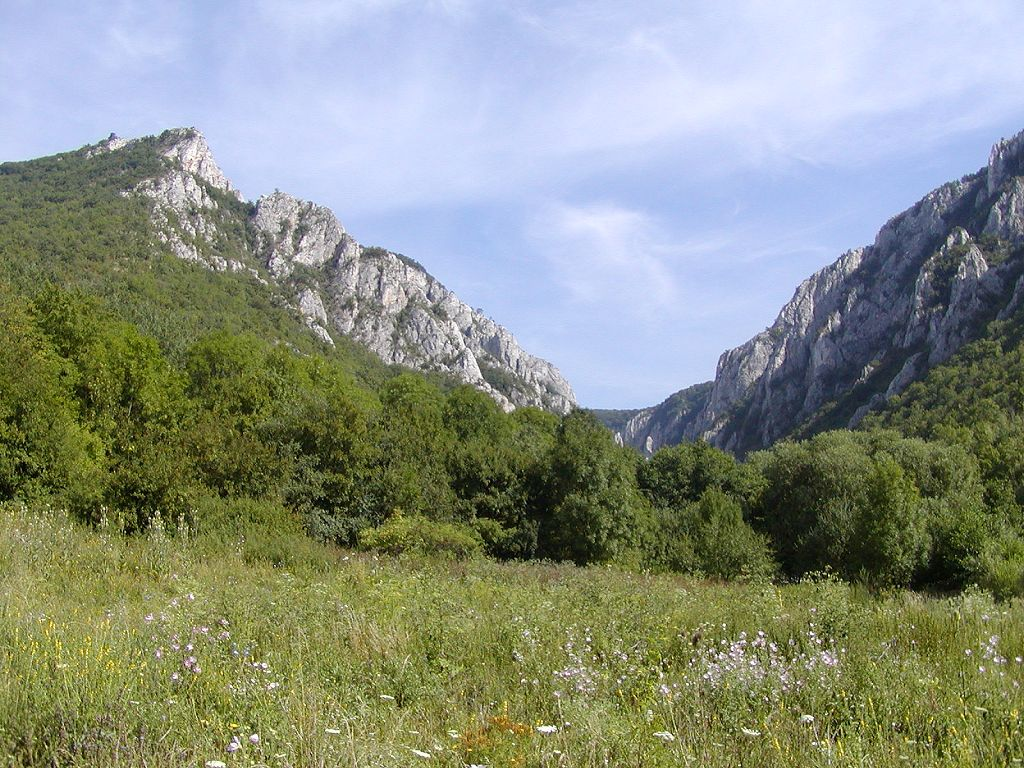
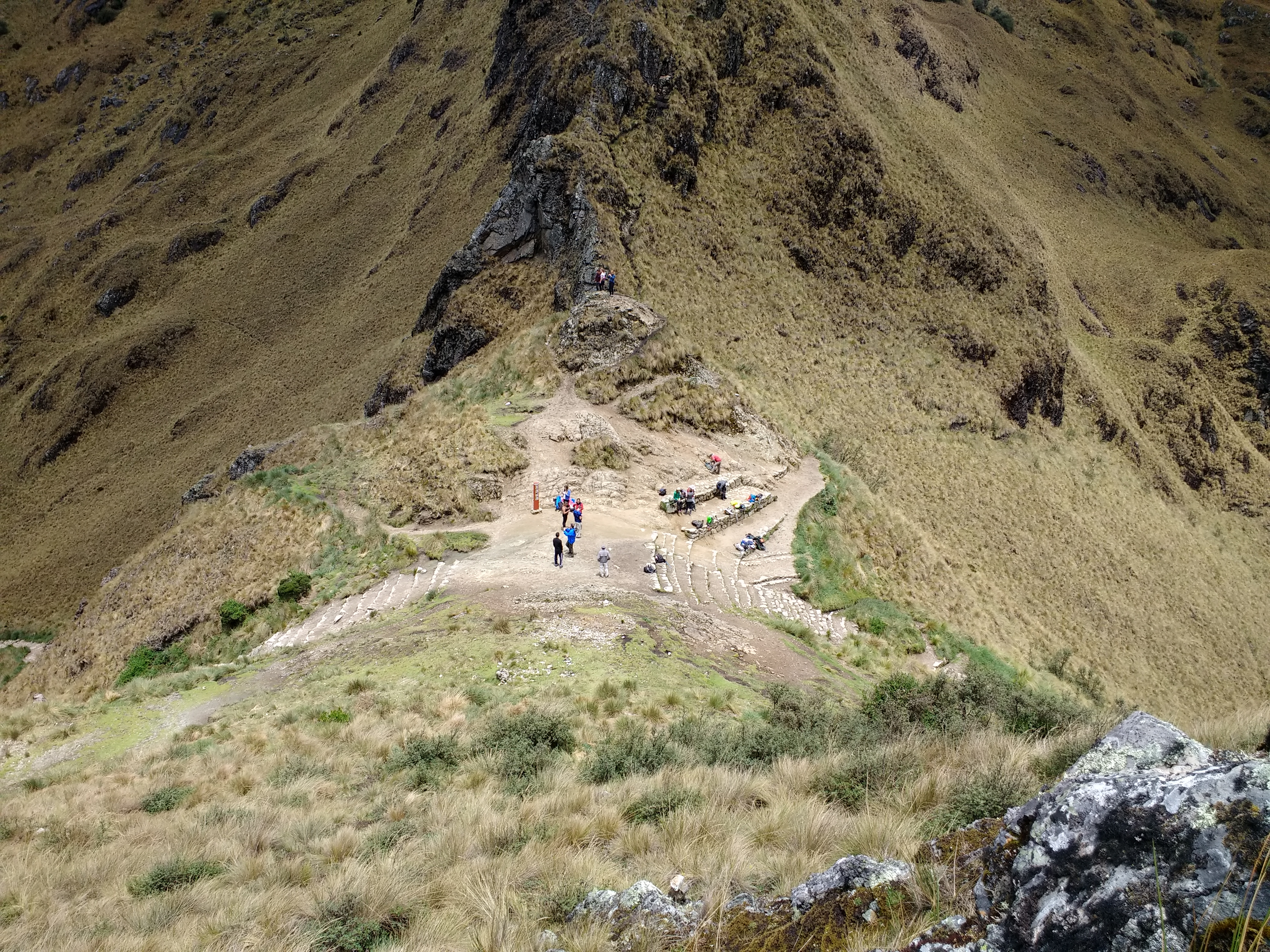
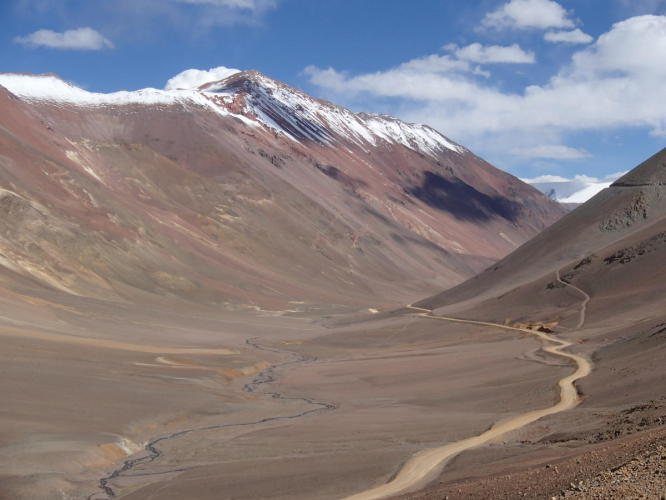
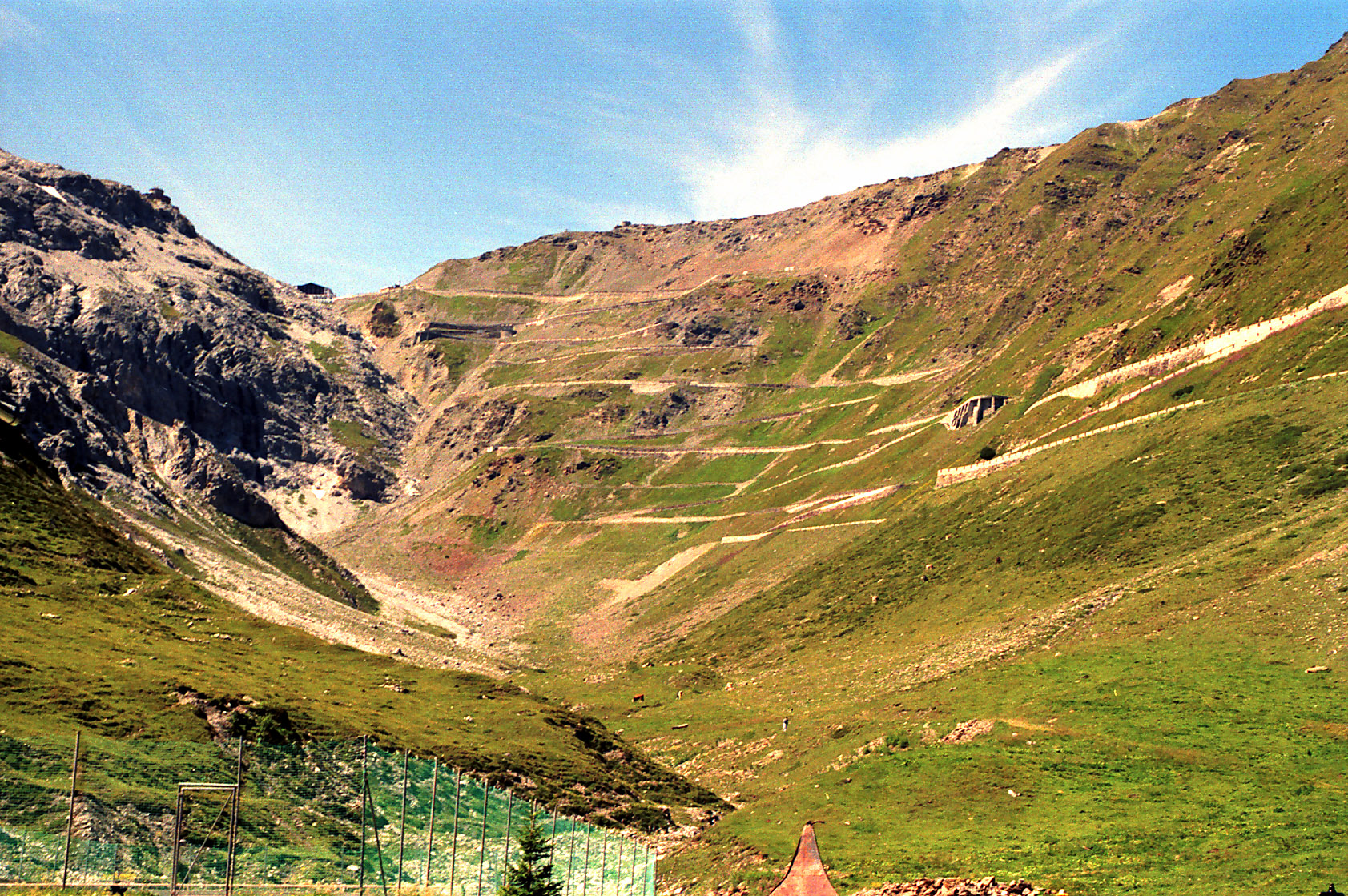